# Laupen (Bern)
Laupen (Frans (verouderd): Loyes) is een plaats in Zwitserland en ligt 20 km ten westen van de stad Bern, tegen de grens aan met kanton Fribourg.

## Geschiedenis
Direct boven het centrum van Laupen ligt een kasteel met dezelfde naam. Hier heeft in de 14e eeuw, in 1339 een slag plaatsgevonden die wordt gezien als een belangrijke etappe in het tot stand komen van de Zwitserse bondsstaat. Eerder in 1324 was Laupen in het kanton Bern opgenomen. Franstalige baronnen gingen een alliantie met het kanton Fribourg aan, ook Franstalig, en belegerden het slot Laupen. Bern kon rekenen op de steun van de Waldstätten, evenals Bern Duitstalig. Op 21 juni 1339 kwam een Duitstalig ontzettingsleger onder Rudolf von Erlach aan voor Laupen. Hoewel het Franstalige leger veel groter was, werd het verslagen. In 1939 gaf Zwitserland een herdenkingsmunt van 5 franken uit voor het 6e eeuwfeest van de slag bij Laupen.

## Draisine
Vanuit Laupen kan met een draisine ('Schienenvelo') de omgeving worden verkend.